# Mordella rufoaxillaris
Mordella rufoaxillaris es una especie de coleóptero de la familia Mordellidae.

## Distribución geográfica
Habita en Chile.